# Félix Rodríguez de la Fuente
Félix Samuel Rodríguez de la Fuente (Poza de la Sal, 1928 – 1980) è stato un naturalista e giornalista spagnolo.

## Biografia
Era figlio di Samuel Rodríguez e Marcelina de la Fuente Ibáñez. Aveva una sorella minore, Mercedes. Il padre era il notaio del paese. Fu istruito a casa per via della guerra civile e questo ne favorì il contatto con la natura e il mondo circostante, che lui definì come una comunità umana in armonia con il paesaggio, un ambiente che ebbe un profondo impatto sulla sua futura sensibilità e sul suo approccio antropologico e filosofico nella sua carriera di naturalista. In seguito, proseguì i suoi studi in collegio fino al 1946, anno in cui si iscrisse alla facoltà di Medicina all'Università di Valladolid. Ebbe modo, proprio quell'anno, di interessarsi agli studi del biologo José Antonio Valverde, divenuto popolare dopo aver combattuto i piani del Ministero dell'Agricoltura per prosciugare le paludi del Guadalquivir, una lotta che portò, in seguito, alla realizzazione del Parco Nazionale di Doñana. Inoltre,Rodriguez de la Fuente condivideva la passione di Valverde per la falconeria, al tempo poco praticata in Spagna e in seguito, coi suoi libri e le sue trasmissioni, la rese popolare nel suo paese.
Nel 1957 si laureò in odontoiatria e in seguito lavorò come dentista, pur continuando a coltivare la sua passione per la falconeria. Dopo la morte del padre, nel 1960, lasciò la professione.
Fu co-fondatore e presidente dell'associazione per la protezione della natura ADENA. Lottò contro la decisione del governo franchista di eliminare i lupi in tutta la Spagna.
Ideò e condusse diverse trasmissioni per la televisione, in particolare raggiunse la notorietà con la trasmissione El Hombre y la Tierra   che andò in onda tra il 1974 e il 1981 con 124 episodi sulla rete RTVE, seguita da milioni di spettatori.
Morì nello schianto dell'elicottero su cui si trovava mentre sorvolava l'Alaska durante le riprese per una nuova serie.

## Opere (parziale)
- Allverdens fauna de ville dyr og samspillet i naturen, Branner og  , 1971, ISBN  8774331574
- La faune - Collana di  volumi monotematici, Erasme, Paris, Genève, Bruxelles, 1973 - 1974
- Enciclopedia Salvat de la fauna iberica y europea, 7 volumi, Salvat, 1975, ISBN 8434556146
- Fauna venezolana por el Dr. Félix Rodriguez de la Fuente, Jaimes Libros, Barcelona, 1978
- Cuaderno de campo del Dr. Félix Rodríguez de la Fuente, serie di 60 volumi su flora e fauna, Marín, Barcelona,1978 - 1979, ristampa 1991-1993; editi in italiano come I taccuini di Airone.

## Televisione
- 1974-1981  El Hombre y la Tierra